# Primera División de Uruguay 1914

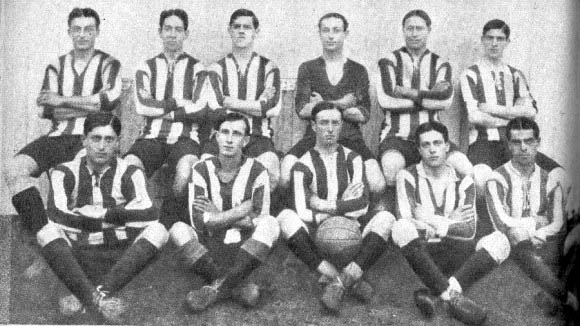
River Plate FC 1914

Liga Uruguaya 1914 var den 14:e säsongen av Uruguays högstaliga i fotboll. Ligan spelades som ett seriespel där samtliga åtta lag mötte varandra vid två tillfällen. Totalt spelades 56 matcher (samt 3 slutspelsmatcher) med 155 gjorda mål.
River Plate FC vann sin fjärde och sista titel som uruguayanska mästare, innan upplösningen av klubben år 1925.

## Deltagande lag
Åtta lag deltog i mästerskapet; sju från Montevideo, och Universal från San José de Mayo.
Independencia flyttades upp från föregående säsong.

## Poängtabell
| Nr | Lag ( )              | S  | V | O | F  | GM | IM | MS  | P  |
| -- | -------------------- | -- | - | - | -- | -- | -- | --- | -- |
| 1  | River Plate FC       | 14 | 9 | 4 | 1  | 21 | 8  | +13 | 22 |
| 2  | Peñarol              | 14 | 9 | 4 | 1  | 22 | 8  | +14 | 22 |
| 3  | Nacional             | 14 | 8 | 5 | 1  | 26 | 11 | +15 | 21 |
| 4  | Universal            | 14 | 6 | 2 | 6  | 27 | 24 | +3  | 14 |
| 5  | Montevideo Wanderers | 14 | 5 | 2 | 7  | 19 | 20 | −1  | 12 |
| 6  | Reformers            | 14 | 4 | 2 | 8  | 16 | 29 | −13 | 10 |
| 7  | Central FC           | 14 | 3 | 3 | 8  | 11 | 19 | −8  | 9  |
| 8  | Independencia        | 14 | 0 | 2 | 12 | 8  | 31 | −23 | 2  |

## Slutspel
River Plate FC och Peñarol slutade på samma poäng i poängtabellen. Ligamästerskapet avgjordes i tre matcher med River Plate FC som slutsegrare.
| 1 |  | River Plate FC | 1 – 1 | Peñarol |  |  |
|   |  |                |       |         |  |  |
|   |  |                |       |         |  |  |
|   |  |                |       |         |  |  |

| 2 |  | Peñarol | 1 – 1 | River Plate FC |  |  |
|   |  |         |       |                |  |  |
|   |  |         |       |                |  |  |
|   |  |         |       |                |  |  |

| 3 |  | River Plate FC | 1 – 0 | Peñarol |  |  |
|   |  |                |       |         |  |  |
|   |  |                |       |         |  |  |
|   |  |                |       |         |  |  |